# Delivrance (film, 1919)
Pour les articles homonymes, voir Délivrance.

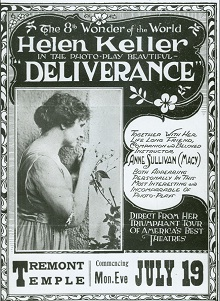
Affiche du film.

Delivrance est un film américain réalisé par George Foster Platt (en), sorti en 1919.
Il raconte l'histoire et la vie d'Helen Keller (1880-1968) née sourde et aveugle, et de son éducatrice Anne Sullivan.

## Fiche technique
- Réalisation : George Foster Platt (en)

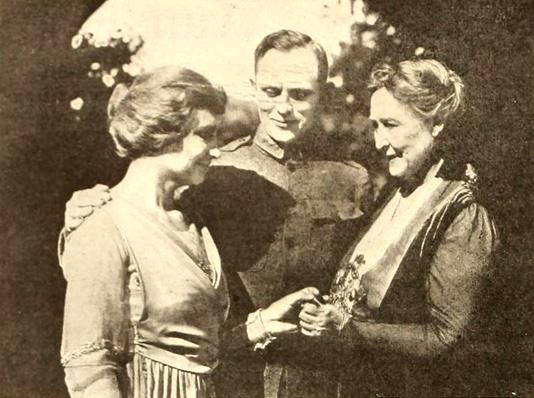
Helen Keller avec son frère et sa mère.

- Scénario : 	Francis Trevelyan Miller
- Production : Helen Keller Film Corporation
- Photographie : Lawrence Fowler, Arthur L. Todd
- Musique : Anselm Goetzl
- Distributeur : George Kleine System
- Durée : 90 minutes
- Date de sortie : août 1919

## Distribution
- Etna Ross : Helen Keller jeune
- Tula Belle	: Nadja jeune
- Edith Lyle	: Anne Sullivan jeune
- Betty Schade : Mrs. Kate Adams Keller
- Jenny Lind : Martha Washington
- Sarah Lind : Mammy
- Ann Mason : Helen Keller jeune femme
- Helen Keller : elle-même
- Anne Sullivan : elle-même
- Kate Adams Keller
- Phillips Brooks Keller
- Polly Thompson : secrétaire d'Helen
- Ardita Mellinina : Nadja
- J. Parks Jones : fils de Nadja
- True Boardman : ami d'Helen
- Herbert Heyes :  Ulysses

## Production
Helen Keller a reçu 10 000 $ pour sa participation à ce film.